# Корсо, Грегори
Грегори Корсо (англ. Gregory Nunzio Corso; 26 марта 1930 — 17 января 2001) — американский поэт и художник, один из ключевых представителей битников.

### Ранние годы и юность
Грегори Корсо родился 26 марта в 1930 г. в Нью-Йорке, в самом сердце Гринвич-Виллидж. Шестнадцатилетняя мать бросила его на произвол судьбы, а сама уехала назад в Италию. Семнадцатилетний отец не мог его воспитать. Грегори сменил восемь приёмных семей в городе, провел большую часть своего детства в сиротских приютах. Регулярного образования не получал. Когда ему было одиннадцать, его отец снова женился и забрал его к себе.
Через год Грегори сбежал из дома и стал жить на улицах. Как-то в 1942 году он так проголодался, что разбил окно ресторана и ворвался внутрь в поисках еды. Его поймали, когда он вылез обратно, предъявили обвинение в воровстве и отправили в печально знаменитую Tombs, городскую тюрьму Нью-Йорка, на площади Фоли, место с жуткой репутацией, закрытое в 1947 г.
Когда его освободили, идти ему было по-прежнему некуда. Окоченевший от холода и голодный, он подался в юношеский центр, чтобы поспать, но его арестовал ночной патруль и прямиком отправил обратно в Tombs. Ребёнку было сложно выносить тюремные условия, и он заболел. Все службы во время войны работали на износ, и больница Tombs не справлялась, так что Грегори отправили на лечение в больницу Бельвю. Бельвю была переполнена, сотрудников не хватало. Однажды днем в столовой Грегори стряхнул крошки от хлеба и случайно попал в глаз одному из пациентов. В поднявшемся вслед за этим гвалте на Грегори надели смирительную рубашку, и на три месяца, до тех пор пока он не поправился настолько, что мог вернуться в Tombs, он был помещён на четвёртый этаж среди пациентов с серьёзными психическими расстройствами. Когда он вышел из тюрьмы, ему было 15 лет, он знал, что значит жить на улице, был груб, вспыльчив и совсем один.
В 17 лет Грегори спланировал ограбление и сумел скрыться. Добыча Грегори Корсо и сообщников составила почти 21 тысячу долларов. Грегори выследили во Флориде, и в 1947 г. он был приговорён к трём годам заключения в государственной тюрьме Клинтон в Даннеморе, Нью-Йорк.
По иронии судьбы будущего поэта посадили в камеру, в которой раньше сидел знаменитый мафиози — интеллектуал Лаки Лучано. Лучано оставил после себя в тюрьме огромную, со вкусом подобранную библиотеку, а в камере — ночную лампу для чтения. Именно в Клинтоне он увлёкся поэзией и классической литературой. Он читал запоем, стараясь поднять свой культурный уровень. Он начал изучение с классического периода греков и римлян, и это навсегда наложило отпечаток на его поэзию. На поэзию Грегори Корсо существенное влияние оказало творчество английского поэта XIX века Перси Биши Шелли. Позднее он посвятит свою книгу стихов «Бензин» «ангелам тюрьмы Клинтон, поддержавшим меня, семнадцатилетнего, и снабдившими книгами, которые помогли мне прозреть».

### Ранние 1950-е, начало творчества, знакомство с Алленом Гинзбергом
Его освободили в 1950 г., накануне его двадцатого дня рождения, теперь он считал себя поэтом. Позднее Грегори писал: «Вернулся домой, пожил там два дня, сбежал из дома навсегда, правда, вернулся к вечеру, чтобы умолять о прощении и забрать мою коллекцию марок». Он устроился на работу в округе Гармент, а вскоре познакомился в баре с Алленом Гинзбергом, а позднее — с Керуаком, Берроузом и другими битниками.
В 1952 г. Грегори пустился в одиночное плавание и отправился в Лос-Анджелес, там он устроился на работу в Los Angeles Examiner и раз в неделю должен был представлять отзывы о розыгрыше кубка, остальное время работал в архиве. Спустя семь месяцев, возможно, вдохновленный рассказами Керуака и Гинзберга, которые служили в торговом флоте, Грегори отплыл пароходом норвежских линий к берегам Южной Америки и Африки. Когда он вернулся в Гринвич-Виллидж, то время от времени останавливался в квартире Гинзберга на Нижней Ист-Сайд, к этому времени Корсо стал одним из ведущих представителей поколения битников. В 1954 г., когда Гинзберг уехал в Мексику, подружка Грегори Виолетта Лэнг позвала его в Кембридж, штат Массачусетс, где 50 студентов Гарварда и Рэдклиффа скинулись, чтобы собрать деньги, достаточные для опубликования его первой книги стихов «The Vestal Lady on Brattle and Other Poems», которая вышла в 1955 г. К тому же он продолжать завоевывать себе имя как поэт, публикуя стихи в литературных журналах вроде The Harvard Advocate и The Cambridge Primary Review.

### Жизнь Корсо в Париже. Творческий подъём и спад
Когда летом 1957 г. Грегори приехал в Париж, ему было 27 лет. Грегори Корсо был первым из битников, кто добрался до Парижа и весело проводил там время. В Париже он быстро понял, где любят встречаться писатели и художники, и сам представил себя. Там он познакомился с Марлоном Брандо и Жаном Жене. Несмотря почти на полное отсутствие денег, один раз Грегори выбрался в Ниццу, где на открытии выставки работ Жоана Миро увидел Пикассо. Грегори закричал художнику по-французски: «Я умираю голодной смертью, я умираю голодной смертью…» — и начал нести какую-то околесицу, пока доброжелатели Пикассо не вывели его из зала. У Грегори не было денег, чтобы остановиться в обычном отеле, и, настроив против себя большое число людей неожиданно появляющимися чеками и долгами, которые им за него приходилось отдавать, он отправился в Амстердам. Почти все говорили по-английски, и Грегори быстро завязал контакты с представителями искусства и литературы. Они часто сидели ночами в студенческих барах и богемных кафешках, где собирались поэты и издатели литературных журналов, всю ночь они разговаривали и курили марихуану.
Когда Корсо приехал в Париж, то отобрал последние произведения для своей новой книги под названием «Бензин». Несмотря на то что у него никогда не было денег и он жил за счет своих многочисленных подружек, годы, проведенные Корсо в Бит Отеле, были для него очень плодотворны, именно тогда он написал бо́льшую часть своих лучших работ.
Грегори Корсо — один из наиболее ярких представителей литературы битников. Аллен Гинзберг считал Грегори самым талантливым поэтом-битником.
Самое удачное произведение Корсо — отдельная поэма «Бомба» — 1958 г, она стала поэтическим манифестом. Написанная в разгар холодной войны с СССР и в период войны во Вьетнаме, когда США сотрясали антивоенные демонстрации, «Бомба» высмеивает и активистов антивоенных движений и тех, кто считал, что американская демократия должна защищаться с помощью оружия.
После 1960 года активность поэта заметно снизилась, это отразилось в двух сборниках: «Да здравствует человек» — 1962, «Американские элегические настроения» — 1970. В книгу «Яйцо земли» — 1974 г. Вошли стихотворения 70-х годов. Сборник «Провозвестник автохтонного духа» — 1981 г. Поэтическая наклонность Грегори Kopco очень неоднородна, как тематически, так и стилистически. Соединял в творчестве достояния традиционной поэзии и личный уличный опыт, за что был назван критиками «Шелли из подворотни». Серьёзно влиял на молодёжь в 1960-е годы, в том числе на движение хиппи. К концу 1980-х Корсо выпустил около 15 книжек, среди которых не только лишь поэтические.

### Смерть
Грегори Корсо оставался саркастичным, веселым хулиганом до самой смерти. Он успел написать несколько сотен стихотворений, роман «Американский экспресс» и стать героем четырёх фильмов. Грегори Корсо умер в Миннесоте от рака 17 января 2001. Согласно его желанию, он был похоронен рядом с Перси Шелли в Риме. На плите помещена эпитафия его авторства: «Spirit is Life It flows thru the death of me endlessly like a river unafraid of becoming the sea» (Дух — это Жизнь. Он бесконечно течёт через мою смерть, как река, не боящаяся стать морем).